# Aripert 1.
Aripert 1. (også Aribert, Chairibert; ? – 661) var en langobardisk konge af Italien der regerede fra 653 til 661. Aripert var søn af Gundoald, hertug af Asti, som havde krydset Alperne fra Bayern med hans søster, og tidligere langobardisk dronning, Theodelinda. Han er grundlæggeren af det Bayerske dynasti.
Aripert var den første katolik til at være konge over langobarderne. Og er mest kendt for at have spredt katolicismen til det langobardiske folk og opført Frelserkirken i langobardernes hovedstad Pavia. Aripert sørgede for fred med byzantinerne og efterlod kongeriget i fred og opfordrede folket til at vælge begge sine sønner, Perctarit og Godepert, som hans efterfølgere; hvilket de gjorde. Blandt frankerne var det almindelig praksis at opdele kongedømmet til alle kongesønnerne, men bland langobarderne skete dette kun denne ene gang.